# آی‌کی اسب بالدار
آی‌کی اسب بالدار یک ستاره است که در صورت فلکی اسب بالدار قرار دارد. این ستاره در فاصله ۱۵۰ سال نوری نزدیکترین کاندیدای ابرنواختر برای ساکنین زمین است.